# League S-70
League S-70 — российская спортивная организация, созданная в 2010 году на базе образовательного учреждения «Самбо-70» для популяризации и систематизации бойцовской культуры России. Занимается проведением ежегодных турниров по профессиональному боевому самбо, на которых известные российские самбисты встречаются с сильнейшими бойцами различных стилей из других стран. Турниры проходят в городе Сочи в спортивно-развлекательном комплексе «Плотформа» на Кубанской улице при поддержке Министерства спорта Российской Федерации, администрации Краснодарского края и городской мэрии.
Традиционно турниры «Лиги S-70» посещает Владимир Путин, в большинстве случаев он присутствует в зрительском зале и с напутственными словами выходит на ринг награждать победителей. Также в разное время гостями турниров были многие известные политические деятели, как то президент Казахстана Нурсултан Назарбаев, президент Армении Серж Саргсян, президент Азербайджана Ильхам Алиев, президент Абхазии Рауль Хаджимба, Председатель Правительства Дмитрий Медведев, голливудские звёзды Стивен Сигал, Жан-Клод Ван Дамм, Эрик Робертс и др.

## Состоявшиеся турниры

### Первый турнир, Самбо-70 против Испании
Лига S-70 провела свой первый турнир 21 апреля 2011 года в клубе Arena Moscow в Москве. Открытие вечера предваряло выступление певицы Нюши. В основном карде турнира воспитанникам школы «Самбо-70» противостояли испанские бойцы, представители разных видов единоборств. В главном бою вечера титулованный российский самбист Вячеслав Василевский встречался с чемпионом Испании по бразильскому джиу-джитсу Эноком Солвесом Торресом и победил его единогласным решением судей по итогам трёх раундов.
| Категория       |                      |      |                    | Способ                            | Раунд | Время |
| Полутяжёлый вес | Вячеслав Василевский | поб. | Энок Солвес Торрес | Единогласное решение              | 3     | 5:00  |
| Тяжёлый вес     | Виталий Минаков      | поб. | Хуан Эспино        | Технический нокаут (удары руками) | 1     | 0:09  |
| Полутяжёлый вес | Дмитрий Заболотный   | поб. | Том Нсанг          | Сдача (удушение сзади)            | 1     | 0:48  |
| Полусредний вес | Андрей Корешков      | поб. | Абдула Дадаев      | Сдача (рычаг локтя)               | 1     | 0:00  |
| Лёгкий вес      | Сергей Голяев        | поб. | Рамон Диас         | Нокаут (удар рукой)               | 2     | 3:40  |

### Второй турнир, Россия против Бразилии
Второй турнир Лиги S-70 прошёл 5 августа 2011 года в спортивно-развлекательном комплексе «Плотформа», Сочи. Помимо Владимира Путина и Фёдора Емельяненко в качестве почётного гостя на трибунах присутствовал многократный чемпион мира по боксу Владимир Кличко. Основной кард включал поединки представителей сборной России против представителей сборной Бразилии — в итоге российские бойцы уверенно выиграли все пять поединков. В главном бою вечера российский самбист Максим Гришин техническим нокаутом победил бразильца Жулиу Сезара де Лиму.
| Категория                                          |                      |      |                        | Способ                            | Раунд | Время |
| Основной кард. Командная встреча Бразилия — Россия |                      |      |                        |                                   |       |       |
| Тяжёлый вес                                        | Максим Гришин        | поб. | Жулиу Сезар де Лима    | Технический нокаут (удары руками) | 1     | 1:22  |
| Полутяжёлый вес                                    | Игорь Савельев       | поб. | Фернанду Силва         | Технический нокаут (удары руками) | 3     | 1:50  |
| Средний вес                                        | Александр Шлеменко   | поб. | Маркус Антониу Сантана | Технический нокаут (удар рукой)   | 1     | 1:29  |
| Полусредний вес                                    | Сергей Бал           | поб. | Мариу Сартори          | Нокаут (удар рукой)               | 1     | 4:57  |
| Лёгкий вес                                         | Александр Сарнавский | поб. | Марсиу Сезар           | Сдача (удушение сзади)            | 1     | 1:04  |
| Предварительный кард. Супербои                     |                      |      |                        |                                   |       |       |
| Тяжёлый вес                                        | Александр Волков     | поб. | Недялко Караджов       | Технический нокаут (удары руками) | 1     | 2:41  |
| Полутяжёлый вес                                    | Виктор Немков        | поб. | Чак Григсби            | Технический нокаут (удар рукой)   | 2     | 3:24  |
| Полутяжёлый вес                                    | Дмитрий Самойлов     | поб. | Джо Ведепо             | Единогласное решение              | 2     | 5:00  |
| Средний вес                                        | Алексей Шаповалов    | поб. | Зак Лайт               | Сдача (удушение сзади)            | 1     | 1:45  |

### Третий турнир «Плотформа S-70»
Третий сезон Лиги S-70, в отличие от всех остальных, определял чемпионов России по ММА и включал пять отдельных турниров. Сначала на трёх турнирах, прошедших в разных российских городах, были отобраны четырнадцать наиболее достойных кандидатов в четырёх весовых категориях, затем часть из них отсеилась в полуфинальном турнире, и наконец на финальном турнире в Сочи четыре победителя удостаивались чемпионских титулов.

#### Чемпионат России. Первый этап
Первый этап чемпионата России по смешанным боевым искусствам прошёл 22 декабря 2011 года во Дворце спорта волгоградских профсоюзов, Волгоград. В главном бою вечера Игорь Савельев единогласным решением судей победил Михаила Сысоева.
| Категория       |                        |      |                  | Способ                            | Раунд | Время |
| Полутяжёлый вес | Игорь Савельев         | поб. | Михаил Сысоев    | Единогласное решение              | 2     | 5:00  |
| Полутяжёлый вес | Бага Агаев             | поб. | Владимир Семёнов | Сдача (рычаг локтя)               | 1     | 3:41  |
| Средний вес     | Магомед Магомедкеримов | поб. | Анатолий Токов   | Нокаут (удар рукой)               | 1     | 1:07  |
| Средний вес     | Адам Халиев            | поб. | Алексей Беляев   | Нокаут (торнадо)                  | 1     | 2:26  |
| Полусредний вес | Магомед Мутаев         | поб. | Алексей Иванов   | Технический нокаут (удары руками) | 3     | 3:39  |
| Полусредний вес | Станислав Молодцов     | поб. | Михаил Дронов    | Сдача (рычаг локтя)               | 2     | 2:52  |
| Полусредний вес | Магомедрасул Хасбулаев | поб. | Сергей Андреев   | Технический нокаут (удары руками) | 1     | 2:20  |
| Полусредний вес | Алексей Назаров        | поб. | Магомед Альдиев  | Единогласное решение              | 2     | 5:00  |
| Лёгкий вес      | Антон Фёдоров          | поб. | Иван Косов       | Сдача (удушение сзади)            | 2     | 3:59  |
| Лёгкий вес      | Олег Багов             | поб. | Мурад Юсупов     | Сдача (треугольник)               | 1     | 1:10  |

#### Чемпионат России. Второй этап
Второй этап чемпионата России по смешанным боевым искусствам прошёл 18 февраля 2012 года в Спортивно-концертном комплексе имени В. Н. Блинова, Омск. В главном бою вечера россиянин Адам Халиев рычагом локтя победил представителя Украины Александра Долотенко.
| Категория       |                     |      |                      | Способ                            | Раунд | Время |
| Полусредний вес | Адам Халиев         | поб. | Александр Долотенко  | Сдача (рычаг локтя)               | 1     | 4:00  |
| Средний вес     | Магомед Магомедов   | поб. | Дмитрий Ирлицин      | Сдача (треугольник)               | 2     | 2:57  |
| Полулёгкий вес  | Анатолий Покровский | поб. | Сайд-Хамзат Авхадов  | Сдача (рычаг локтя)               | 1     | 1:05  |
| Полулёгкий вес  | Акоп Степанян       | поб. | Евгений Лахин        | Нокаут (удар рукой)               | 3     | 3:19  |
| Полусредний вес | Михаил Царёв        | поб. | Расул Магомедов      | Сдача (треугольник)               | 1     | 3:22  |
| Полусредний вес | Юрий Фоломкин       | поб. | Магомедрасул Гаджиев | Раздельное решение                | 3     | 5:00  |
| Лёгкий вес      | Абиль Рагимханов    | поб. | Александр Воротников | Сдача (рычаг локтя)               | 1     | 2:38  |
| Средний вес     | Георгий Емельянов   | поб. | Хамид Хамзатханов    | Нокаут (удар ногой в голову)      | 1     | 0:45  |
| Тяжёлый вес     | Александр Румянцев  | поб. | Гаджимурад Ахмедов   | Технический нокаут (удары руками) | 1     | 2:46  |

#### Чемпионат России. Третий этап
Третий этап чемпионата России по смешанным боевым искусствам прошёл 6 апреля 2012 года в универсальном спортивном зале «Дружба», Москва. В главном бою вечера россиянин Шамиль Завуров техническим нокаутом победил представителя Украины Анатолия Сафронова.
| Категория       |                         |      |                    | Способ                                             | Раунд | Время |
| Полусредний вес | Шамиль Завуров          | поб. | Анатолий Сафронов  | Технический нокаут (ногой в корпус и удары руками) | 1     | 3:28  |
| Полусредний вес | Адам Халиев             | поб. | Валдас Поцевичюс   | Сдача (гильотина)                                  | 1     | 0:29  |
| Тяжёлый вес     | Руслан Магомедов        | поб. | Игорь Задерновский | Сдача (гильотина)                                  | 1     | 3:29  |
| Тяжёлый вес     | Денис Гольцов           | поб. | Константин Ерохин  | Нокаут (удар рукой с разворота)                    | 3     | 0:00  |
| Полутяжёлый вес | Виктор Немков           | поб. | Абдулкерим Эдилов  | Единогласное решение                               | 3     | 5:00  |
| Полутяжёлый вес | Василь Фейзрахманов     | поб. | Ибрагим Чужигаев   | Сдача (удушение сзади)                             | 1     | 4:07  |
| Средний вес     | Бислан Амагов           | поб. | Сергей Классен     | Технический нокаут (удары руками)                  | 1     | 2:09  |
| Полусредний вес | Абдул-Азиз Абдулвахабов | поб. | Андрей Маркович    | Единогласное решение                               | 3     | 5:00  |
| Полусредний вес | Магомед Альдиев         | поб. | Анвар Чергесов     | Технический нокаут (удары руками)                  | 3     | 2:35  |
| Лёгкий вес      | Зубайра Тухугов         | поб. | Иван Лапин         | Раздельное решение                                 | 3     | 5:00  |
| Лёгкий вес      | Ахмет Алиев             | поб. | Агасиф Алекберов   | Единогласное решение                               | 3     | 5:00  |

#### Чемпионат России. Полуфинал
Полуфинал чемпионата России по смешанным боевым искусствам прошёл 25 мая 2012 года в универсальном спортивном зале «Дружба», Москва. В главном бою вечера Вячеслав Василевский техническим нокаутом победил болгарина Светлозара Савова.
| Категория                           |                        |      |                      | Способ                            | Раунд | Время |
| Главный бой вечера                  |                        |      |                      |                                   |       |       |
| Средний вес                         | Вячеслав Василевский   | поб. | Светлозар Савов      | Технический нокаут (удары руками) | 2     | 1:38  |
| Полуфинальные бои чемпионата России |                        |      |                      |                                   |       |       |
| Полутяжёлый вес                     | Виктор Немков          | поб. | Хаджимурат Камилов   | Сдача (рычаг локтя)               | 2     | 4:10  |
| Средний вес                         | Адам Халиев            | поб. | Магомед Мутаев       | Единогласное решение              | 3     | 5:00  |
| Средний вес                         | Магомед Магомедкеримов | поб. | Станислав Молодцов   | Раздельное решение                | 3     | 5:00  |
| Полусредний вес                     | Алексей Назаров        | поб. | Антон Фёдоров        | Нокаут (удар рукой)               | 2     | 3:52  |
| Полусредний вес                     | Магомедрасул Хасбулаев | поб. | Олег Багов           | Нокаут (удар рукой)               | 2     | 1:57  |
| Лёгкий вес                          | Ахмет Алиев            | поб. | Зубайра Тухугов      | Нокаут (удар ногой в голову)      | 1     | 3:19  |
| Лёгкий вес                          | Акоп Степанян          | поб. | Анатолий Покровский  | Нокаут (удар рукой)               | 2     | 1:50  |
| Предварительный кард                |                        |      |                      |                                   |       |       |
| Полулёгкий вес                      | Арсен Убайдулаев       | поб. | Рабадан Гаджимурадов | Сдача (удушение сзади)            | 1     | 4:08  |

#### Чемпионат России. Финал

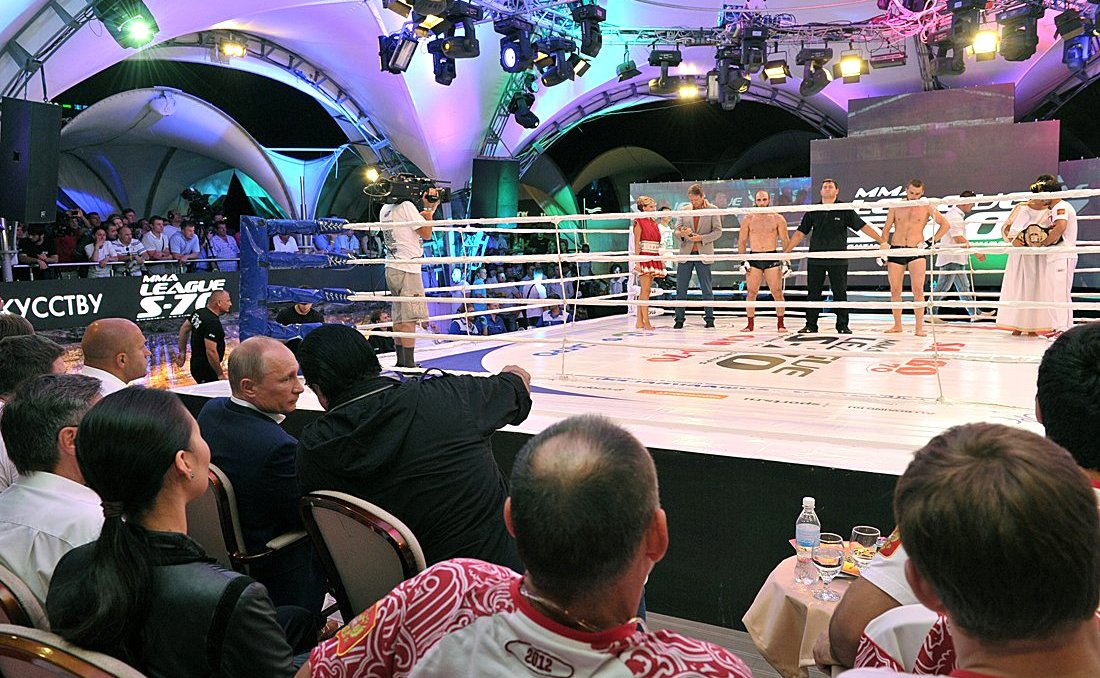
Объявление победителя в финале чемпионата России в среднем весе, на ринге Адам Халиев и Магомед Магомедкеримов

Финал чемпионата России по смешанным боевым искусствам прошёл 11 августа 2012 года в спортивно-развлекательном комплексе «Плотформа», Сочи. Помимо Владимира Путина на турнире в полном составе присутствовала олимпийская сборная России по дзюдо, а в качестве специальных гостей турнир посетили известный американский актёр Стивен Сигал и ветеран американской организации UFC Олег Тактаров.
На турнире кроме рейтинговых поединков определились также чемпионы России по ММА в четырёх весовых категориях: в лёгком весе победителем стал Акоп Степанян, в полусреднем весе — Магомедрасул Хасбулаев, в среднем весе — Адам Халиев, в полутяжёлом весе — Виктор Немков. В основном карде Вячеслав Василевский и Михаил Заяц досрочно взяли верх над бразильцем Жорже Луисом Безеррой и украинцем Алексеем Варагушиным соответственно. В главном бою вечера россиянин Александр Шлеменко единогласным решением судей победил американца Энтони Руиса, претендента на титул чемпиона американской организации Strikeforce.
| Категория                       |                        |      |                        | Способ                            | Раунд | Время |
| Основной кард                   |                        |      |                        |                                   |       |       |
| Средний вес                     | Александр Шлеменко     | поб. | Энтони Руис            | Единогласное решение              | 3     | 5:00  |
| Средний вес                     | Вячеслав Василевский   | поб. | Жорже Луис Безерра     | Технический нокаут (удары руками) | 1     | 2:46  |
| Полутяжёлый вес                 | Михаил Заяц            | поб. | Алексей Варагушин      | Технический нокаут (удары руками) | 1     | 3:17  |
| Финальные бои чемпионата России |                        |      |                        |                                   |       |       |
| Полутяжёлый вес                 | Виктор Немков          | поб. | Бага Агаев             | Сдача (гильотина)                 | 1     | 1:12  |
| Средний вес                     | Адам Халиев            | поб. | Магомед Магомедкеримов | Единогласное решение              | 3     | 5:00  |
| Полусредний вес                 | Магомедрасул Хасбулаев | поб. | Алексей Назаров        | Единогласное решение              | 3     | 5:00  |
| Лёгкий вес                      | Акоп Степанян          | поб. | Ахмет Алиев            | Нокаут (удар рукой)               | 1     | 2:11  |
| Предварительный кард            |                        |      |                        |                                   |       |       |
| Полулёгкий вес                  | Зубайра Тухугов        | поб. | Анатолий Покровский    | Технический нокаут (удары руками) | 1     | 1:43  |
| Средний вес                     | Алексей Иванов         | поб. | Герман Якубов          | Сдача (треугольник)               | 2     | 3:18  |

### Четвёртый турнир «Плотформа S-70»

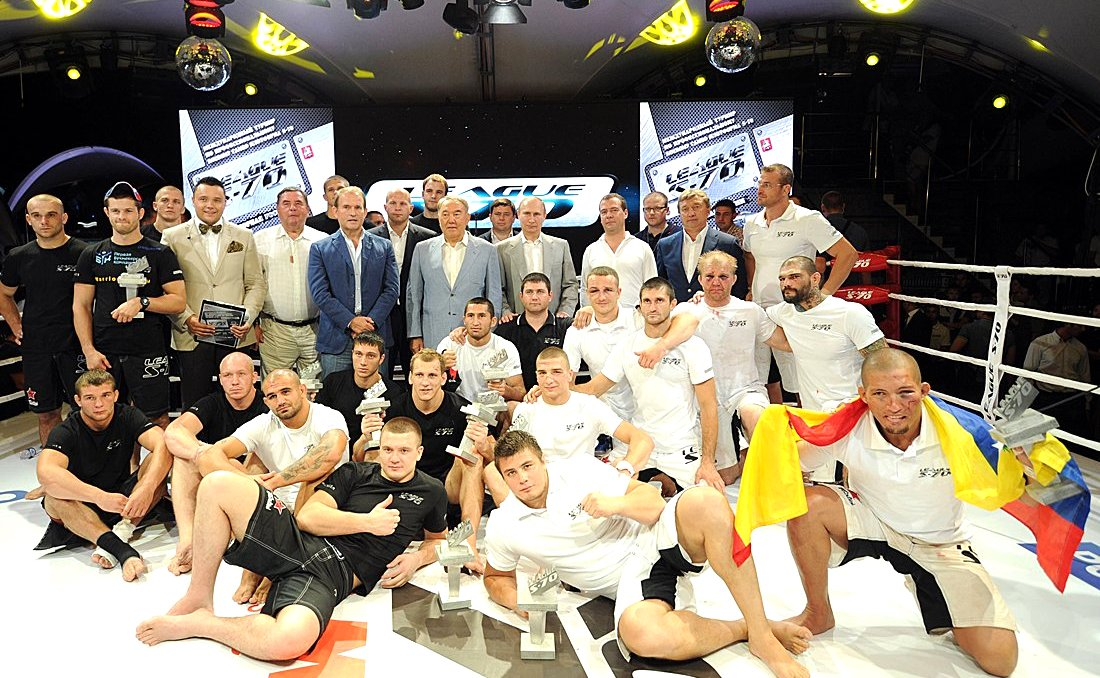
Участники турнира «Плотформа S-70» 2013 года

IV Международный турнир по профессиональному боевому самбо «Плотформа S-70» прошёл 17 августа 2013 года в спортивно-развлекательном комплексе «Плотформа», Сочи. Помимо Владимира Путина и Дмитрия Медведева на трибунах присутствовали президент Казахстана Нурсултан Назарбаев, губернатор Краснодарского края Александр Ткачёв, президент Союза ММА России Фёдор Емельяненко, олимпийский чемпион по боксу Алексей Тищенко, известный боец-тяжеловес Сергей Харитонов, хоккеист Александр Овечкин, многие игроки хоккейного клуба «Динамо», ставшего обладателем «Кубка Гагарина».
В итоге сборная России победила сборную мира со счётом 4:1, в главном бою вечера Вячеслав Василевский техническим нокаутом выиграл у представителя Южной Африки Тревора Прэнгли.
| Категория                                         |                                  |      |                     | Способ                            | Раунд | Время |
| Основной кард. Сборная России против сборной мира |                                  |      |                     |                                   |       |       |
| Полутяжёлый вес                                   | Вячеслав Василевский             | поб. | Тревор Прэнгли      | Технический нокаут (удары руками) | 3     | 2:32  |
| Средний вес                                       | Михаил Царёв                     | поб. | Джейми Джара        | Технический нокаут (удары руками) | 1     | 0:39  |
| Тяжёлый вес                                       | Денис Гольцов                    | поб. | Дритан Барьямай     | Сдача (гильотина)                 | 1     | 1:00  |
| Полутяжёлый вес                                   | Михаил Мохнаткин                 | поб. | Николай Алексиев    | Сдача (удушение сзади)            | 3     | 3:38  |
| Средний вес                                       | Ронни Александер Ландаэта Утрера | поб. | Алексей Иванов      | Решение большинства               | 3     | 5:00  |
| Предварительный кард                              |                                  |      |                     |                                   |       |       |
| Полусредний вес                                   | Дмитрий Бикрёв                   | поб. | Владимир Опанасенко | Технический нокаут (удары руками) | 1     | 1:30  |
| Полусредний вес                                   | Ярослав Амосов                   | поб. | Вадим Сандульский   | Сдача (удушение сзади)            | 3     | 3:03  |
| Лёгкий вес                                        | Захар Михайлов                   | поб. | Андрей Каешов       | Нокаут (удар рукой)               | 2     | 2:19  |
| Тяжёлый вес                                       | Мурод Хантураев                  | поб. | Евгений Ерохин      | Нокаут (удар ногой в голову)      | 1     | 1:05  |
| Полулёгкий вес                                    | Арман Оспанов                    | поб. | Алексей Полпудников | Технический нокаут (удары руками) | 1     | 0:58  |

### Пятый турнир «Плотформа S-70»

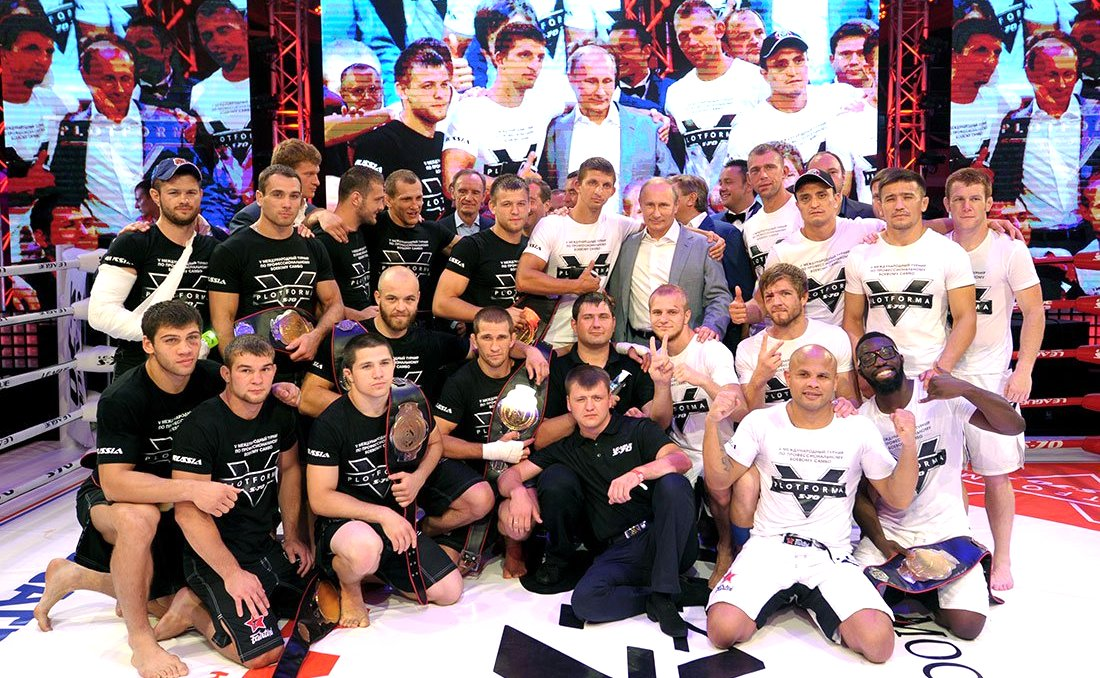
Участники турнира «Плотформа S-70» 2014 года

V Международный турнир по профессиональному боевому самбо «Плотформа S-70» прошёл 9 августа 2014 года в спортивно-развлекательном комплексе «Плотформа», Сочи. Помимо Владимира Путина и Дмитрия Медведева на трибунах присутствовали президент Армении Серж Саргсян, президент Азербайджана Ильхам Алиев, заместители председателя Правительства РФ Аркадий Дворкович и Дмитрий Козак, полномочный представитель президента РФ в ЮФО Владимир Устинов, председатель координационной комиссии МОК по Играм в Сочи Жан-Клод Килли, глава города Сочи Анатолий Пахомов, президент Международной федерации самбо Василий Шестаков, президент Европейской и Всероссийской федераций самбо Сергей Елисеев, двукратный олимпийский чемпион по бобслею Алексей Воевода, олимпийский чемпион по боксу Александр Поветкин, олимпийские чемпионы по дзюдо Мансур Исаев и Арсен Галстян, многократный чемпион мира по дзюдо Александр Михайлин.
Турнир был посвящён «великим полководцам могучей державы», в этом году национальная сборная России выступала против сборной команды континентов, представленной спортсменами из Европы, Азии, Африки и Америки. В итоге в девяти поединках из десяти победу одержали российские спортсмены. В главном бою вечера Вячеслав Василевский техническим нокаутом за 37 секунд победил бразильца Майкела Фалкана и тем самым реваншировался за поражение двухлетней давности в полуфинале гран-при Bellator.
| Категория       |                      |      |                     | Способ                                 | Раунд | Время |
| Полутяжёлый вес | Вячеслав Василевский | поб. | Майкел Фалкан       | Технический нокаут (удары руками)      | 1     | 0:37  |
| Лёгкий вес      | Александр Сарнавский | поб. | Дрю Брокеншир       | Сдача (удушение сзади)                 | 2     | 4:08  |
| Полутяжёлый вес | Максим Футин         | поб. | Арунас Вилиус       | Технический нокаут (удары руками)      | 1     | 1:52  |
| Полутяжёлый вес | Алексей Буторин      | поб. | Энтони Руис         | Технический нокаут (остановлен врачом) | 3     | 4:43  |
| Средний вес     | Анатолий Токов       | поб. | Джордан Смит        | Единогласное решение                   | 3     | 5:00  |
| Средний вес     | Аумард Гуи           | поб. | Дмитрий Бикрёв      | Технический нокаут (остановлен врачом) | 1     | 5:00  |
| Полусредний вес | Алексей Кунченко     | поб. | Адиль Боранбаев     | Технический нокаут (удары руками)      | 2     | 4:46  |
| Лёгкий вес      | Алексей Полпудников  | поб. | Ансаган Кусаинов    | Технический нокаут (удары руками)      | 2     | 0:32  |
| Полулёгкий вес  | Тимур Нагибин        | поб. | Эдуард Муравицкий   | Нокаут (удар рукой)                    | 2     | 4:54  |
| Лёгкий вес      | Николай Алексахин    | поб. | Валерий Микалаускас | Технический нокаут (удары руками)      | 2     | 1:13  |

### Шестой турнир «Плотформа S-70»

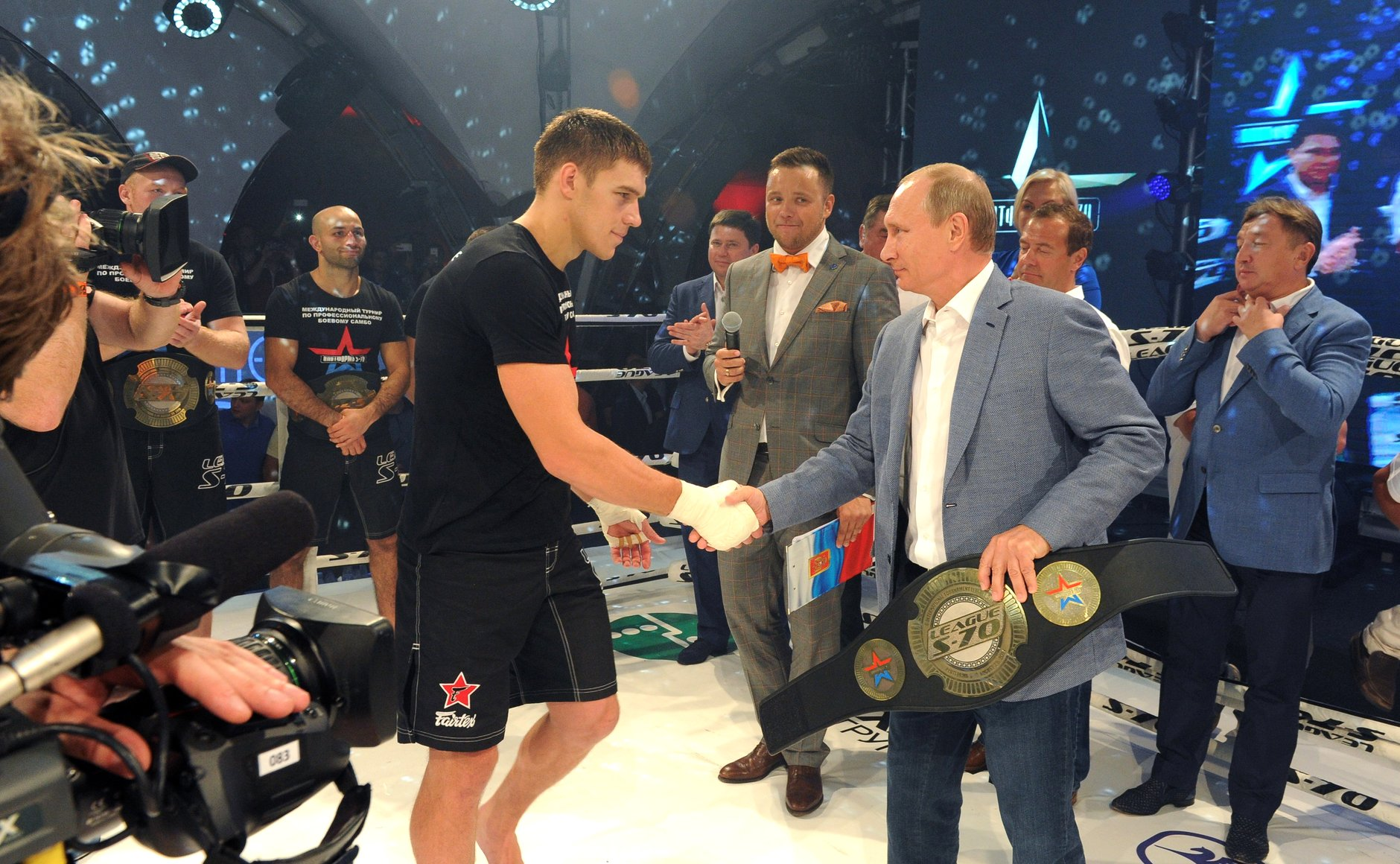
Церемония награждения шестого турнира «Плотформа S-70». Президент России Владимир Путин награждает бойца Вадима Немкова

VI Международный турнир по профессиональному боевому самбо «Плотформа S-70» прошёл 29 августа 2015 года в спортивно-развлекательном комплексе «Плотформа», Сочи. Помимо Владимира Путина и Дмитрия Медведева на трибунах присутствовали глава Сочи Анатолий Пахомов, исполняющий обязанности главы Краснодарского края Вениамин Кондратьев, знаменитые хоккеисты Александр Якушев, Вячеслав Фетисов, Александр Кожевников, Алексей Касатонов, Сергей Макаров, Валерий Каменский, Алексей Жамнов, Алексей Гусаров, Евгений Малкин, чемпионка мира по боксу Наталья Рагозина, шоумен Михаил Галустян, президент Международной федерации самбо Василий Шестаков, член попечительского совета Всероссийской федерации самбо Андрей Клямко, депутат Московской городской думы Александр Семенников и другие.
Основной темой турнира стала современная Армия России, в перерывах между поединками зрителям демонстрировались видеоролики, посвящённые различным родам войск. Также на церемонии открытия выступила труппа гимнасток и автор-исполнитель Денис Майданов. Всего состоялось десять поединков, в девяти из них россияне выходили на ринг против представителей других стран, в том числе в восьми поединках победили — лишь в одном случае российский боец Михаил Царёв уступил сдачей опытному американцу Джесси Тейлору. В главном бою вечера титулованный российский самбист Вадим Немков за 22 секунды нокаутировал бразильца Жуакима Ферейру.
| Категория       |                    |      |                   | Способ                            | Раунд | Время |
| Полутяжёлый вес | Вадим Немков       | поб. | Жуаким Ферейра    | Нокаут (удар рукой)               | 1     | 0:22  |
| Полусредний вес | Джесси Тейлор      | поб. | Михаил Царёв      | Сдача (гильотина)                 | 1     | 4:25  |
| Лёгкий вес      | Акоп Степанян      | поб. | Андре Уиннер      | Единогласное решение              | 3     | 5:00  |
| Тяжёлый вес     | Евгений Ерохин     | поб. | Тим Хейг          | Нокаут (удар рукой)               | 1     | 1:55  |
| Тяжёлый вес     | Сергей Билостенный | поб. | Амин Ергашев      | Единогласное решение              | 3     | 5:00  |
| Полусредний вес | Алексей Кунченко   | поб. | Рон Кеслар        | Нокаут (удар рукой)               | 3     | 1:35  |
| Полусредний вес | Геннадий Ковалёв   | поб. | Мурилу Роса Филью | Технический нокаут (удары руками) | 1     | 0:42  |
| Средний вес     | Алексей Иванов     | поб. | Махир Мамедов     | Технический нокаут (удары руками) | 1     | 2:55  |
| Средний вес     | Михаил Колобегов   | поб. | Деннис Холлман    | Технический нокаут (удары руками) | 1     | 1:19  |
| Лёгкий вес      | Дмитрий Бикрёв     | поб. | Евгений Лахин     | Нокаут (удар рукой)               | 3     | 3:12  |

### Седьмой турнир «Плотформа S-70»
VII Международный турнир по профессиональному боевому самбо «Плотформа S-70» прошёл 21 августа 2016 года в спортивно-развлекательном комплексе «Плотформа», Сочи. Владимир Путин в этот раз не смог посетить турнир из-за неотложных дел, но направил организаторам видеообращение, в котором пожелал всем участникам успешного выступления. Гостями турнира стали серебряные призёрки летних Олимпийских игр в Рио-де-Жанейро по спортивной гимнастике Мария Пасека, Дарья Спиридонова и Седа Тутхалян, воспитанницы центра подготовки «Самбо-70». Главной темой турнира стала Федеральная служба войск национальной гвардии Российской Федерации, и в главных боях вечера против иностранных бойцов выходили два её представителя: Евгений Ерохин и Адлан Амагов.
В итоге сборная России победила со счётом 5:4 — первые три поединка россияне проиграли, но затем сравняли счёт и в решающем бою вышли вперёд.
| Категория       |                          |      |                             | Способ                            | Раунд | Время |
| Тяжёлый вес     | Евгений Ерохин           | поб. | Эмануэль Ньютон             | Единогласное решение              | 3     | 5:00  |
| Полутяжёлый вес | Адлан Амагов             | поб. | Дирлей Броэнструп           | Сдача (рычаг локтя)               | 1     | 2:18  |
| Полутяжёлый вес | Валлисон Карвалью        | поб. | Михаил Рагозин              | Нокаут (удар рукой)               | 1     | 1:09  |
| Лёгкий вес      | Акоп Степанян            | поб. | Тиагу Меллер                | Раздельное решение                | 3     | 5:00  |
| Средний вес     | Алексей Иванов           | поб. | Джесси Хуарес               | Технический нокаут (удары руками) | 1     | 4:30  |
| Полусредний вес | Дмитрий Бикрёв           | поб. | Хосе Диас                   | Единогласное решение              | 3     | 5:00  |
| Полутяжёлый вес | Роман Копылов            | поб. | Жозе Апаресиду Сантус Гомес | Нокаут (удар рукой)               | 3     | 4:52  |
| Полусредний вес | Андерсон де Кейрос Динис | поб. | Эльнур Агаев                | Технический нокаут (удары руками) | 2     | 1:05  |

### Восьмой турнир «Плотформа S-70»
VIII Международный турнир по профессиональному боевому самбо «Плотформа S-70» прошёл 8 августа 2017 года в спортивно-развлекательном комплексе «Плотформа», Сочи. Помимо Владимира Путина и Дмитрия Медведева гостями соревнований стали Президент Абхазии Рауль Хаджимба, мэр Сочи Анатолий Пахомов, полномочный представитель президента РФ в Южном федеральном округе Владимир Устинов, министр спорта Российской Федерации Павел Колобков, известные хоккеисты Александр Якушев, Вячеслав Фетисов, Александр Кожевников, Алексей Касатонов, Павел Буре и др. Темой турнира стали тяжёлые и героические события истории России – от Ледового побоища и противостояния монголо-татарскому нашествию до Великой Отечественной войны и военной операции в Сирии, борьба с международным терроризмом. В главном бою вечера россиянин Вячеслав Василевский техническим нокаутом выиграл у бразильца Луиса Сержиу Мелу Жуниора, сборная России победила сборную мира со счётом 7:3.
| Категория       |                            |      |                             | Способ                               | Раунд | Время |
| Средний вес     | Вячеслав Василевский       | поб. | Луис Сержиу Мелу Жуниор     | Технический нокаут (удары руками)    | 2     | 3:10  |
| Полутяжёлый вес | Шимон Байор                | поб. | Александр Столяров          | Технический нокаут (сдача от ударов) | 3     | 1:05  |
| Полутяжёлый вес | Василий Бабич              | поб. | Валлисон Карвалью           | Единогласное решение                 | 3     | 5:00  |
| Средний вес     | Роман Копылов              | поб. | Луис Густаво Дутра да Силва | Нокаут (удар рукой)                  | 1     | 3:15  |
| Полусредний вес | Дмитрий Бикрёв             | поб. | Эммануэль Дава              | Технический нокаут (удары руками)    | 2     | 1:55  |
| Средний вес     | Умар Янковский             | поб. | Эдер ди Соуза               | Единогласное решение                 | 3     | 5:00  |
| Полутяжёлый вес | Леонарду Силва ди Оливейра | поб. | Константин Андрейцев        | Сдача (удушение сзади)               | 1     | 4:05  |
| Лёгкий вес      | Арман Царукян              | поб. | Марсиу Брену Родригес Брага | Сдача (удушение сзади)               | 1     | 2:54  |
| Полутяжёлый вес | Аркадий Лисин              | поб. | Кристоф Пико                | Единогласное решение                 | 3     | 5:00  |
| Полутяжёлый вес | Вёрджил Цвиккер            | поб. | Николай Рачек               | Технический нокаут (удары руками)    | 1     | 0:55  |

### Девятый турнир «Плотформа S-70»

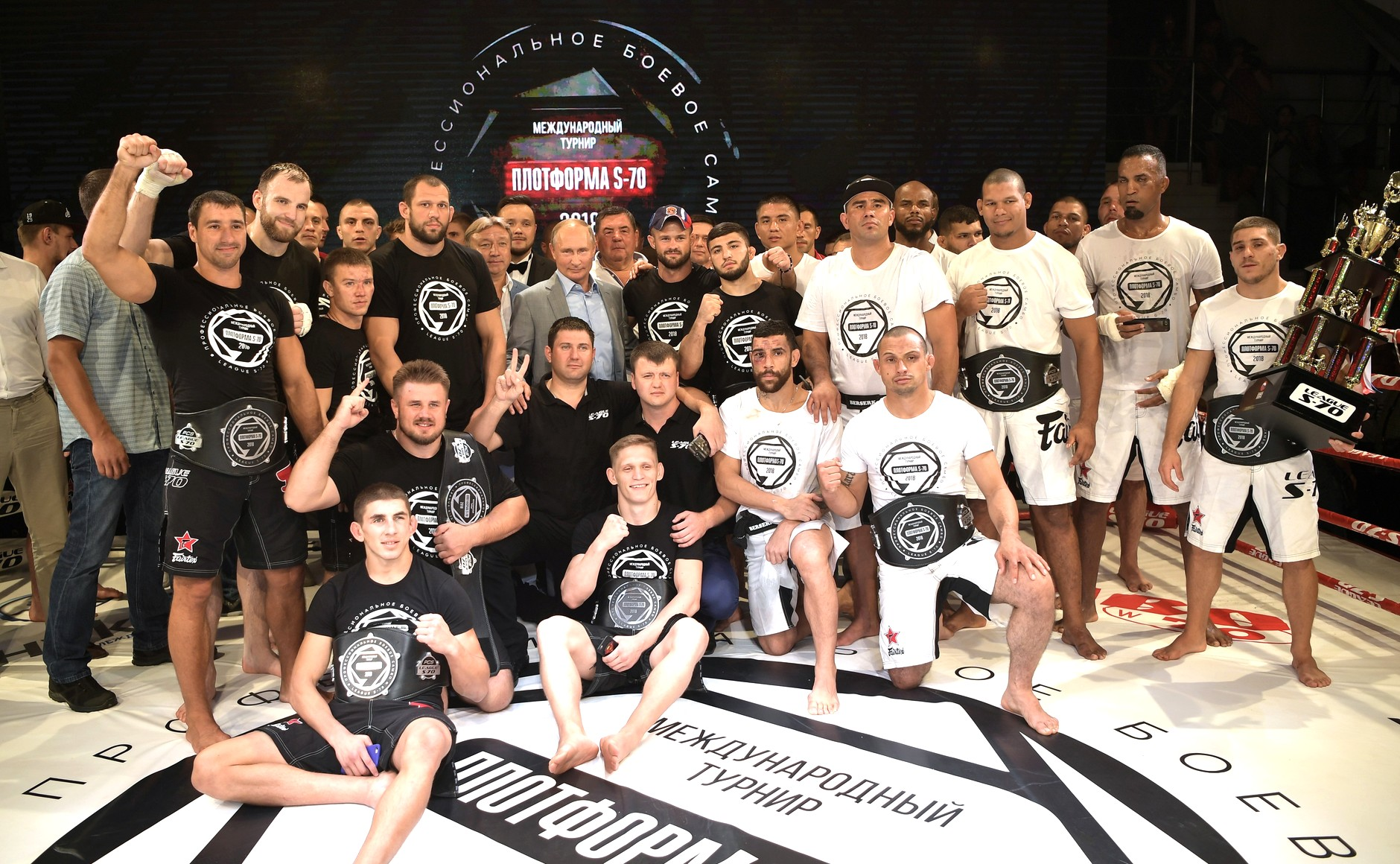
Участники турнира «Плотформа S-70» 2018 года

IX Международный турнир по профессиональному боевому самбо «Плотформа S-70» прошёл 22 августа 2018 года в спортивно-развлекательном комплексе «Плотформа», Сочи. Помимо Владимира Путина в качестве почётных гостей в зале присутствовали президент Международной федерации хоккея Рене Фазель, трёхкратный олимпийский чемпион по горнолыжному спорту Жан-Клод Килли, губернатор Краснодарского края Вениамин Кондратьев, мэр города Анатолий Пахомов, министр спорта РФ Павел Колобков, помощник президента Игорь Левитин, председатель Следственного комитета РФ Александр Бастрыкин, бизнесмен Аркадий Ротенберг, олимпийский чемпион по конькобежному спорту Николай Гуляев, традиционно турнир посетили звёзды мирового хоккея: Алексей Касатонов, Павел Дацюк, Евгений Малкин, Илья Ковальчук, Евгений Кузнецов, Кирилл Капризов, Дмитрий Орлов, Александр Радулов, Алексей Морозов, Теему Селянне, Яри Курри.
Темой девятого турнира стала роль тренеров и наставников в спорте, были показаны видеоролики, посвящённые таким выдающимся специалистам как Виктор Тихонов, Ирина Винер-Усманова, Татьяна Покровская, Николай Карполь, Евгений Трефилов, Станислав Черчесов, Анатолий Рахлин и Владимир Кондрашин.
Всего состоялись 12 поединков, в итоге сборная России победила сборную мира со счётом 8:4. В главном бою вечера россиянин Денис Гольцов принудил к сдаче бразильца Эдналду Оливейру.
| Категория                      |                        |      |                  | Способ                            | Раунд | Время |
| Тяжёлый вес                    | Денис Гольцов          | поб. | Эдналду Оливейра | Сдача (удушение д’Арси)           | 2     | 4:51  |
| Средний вес                    | Ясуби Эномото          | поб. | Алексей Иванов   | Технический нокаут (удары руками) | 2     | 3:54  |
| Тяжёлый вес                    | Александр Романов      | поб. | Вёрджил Цвиккер  | Сдача (залом шеи)                 | 1     | 1:15  |
| Промежуточный вес (до 73,5 кг) | Арман Царукян          | поб. | Фелипи Оливьери  | Нокаут (ногой в голову)           | 3     | 1:25  |
| Средний вес                    | Станислав Клыбик       | поб. | Кристиан М’Пумбу | Нокаут (ногой в голову)           | 1     | 4:45  |
| Промежуточный вес (до 80 кг)   | Дмитрий Бикрёв         | поб. | Альфреду Соуза   | Технический нокаут (удары руками) | 1     | 0:20  |
| Промежуточный вес (до 80 кг)   | Виталий Слипенко       | поб. | Эрнани Перпетуу  | Единогласное решение              | 3     | 5:00  |
| Тяжёлый вес                    | Рожерс Соуза           | поб. | Владимир Дайнеко | Технический нокаут (удары руками) | 1     | 1:20  |
| Промежуточный вес (до 82 кг)   | Сергей Хандожко        | поб. | Адриану Родригес | Нокаут (ногой в корпус)           | 2     | 3:19  |
| Полусредний вес                | Жонас Буэну ду Розариу | поб. | Артём Ненахов    | Единогласное решение              | 3     | 5:00  |
| Легчайший вес                  | Себенсуи Руис          | поб. | Илья Максимов    | Сдача (удушение сзади)            | 2     | 3:27  |
| Тяжёлый вес                    | Константин Андрейцев   | поб. | Чейз Гормли      | Нокаут (удары руками)             | 3     | 2:56  |

### Десятый турнир «Плотформа S-70»
X юбилейный международный турнир по профессиональному боевому самбо «Плотформа S-70» прошёл 14 августа 2019 года в спортивно-развлекательном комплексе «Плотформа», Сочи. В качестве почётных гостей в зале присутствовали министр спорта РФ Павел Колобков, депутаты Государственной думы РФ Светлана Журова и Сергей Кривоносов, боксёры Григорий Дрозд и Наталья Рагозина, президент Международной федерации самбо Василий Шестаков, председатель совета директоров аэропорта «Внуково» Виталий Ванцев, заслуженный тренер по самбо и дзюдо Павел Фунтиков, мэр города Анатолий Пахомов. Также гостем мероприятия стал известный голливудский актёр Эрик Робертс.
Темой десятого турнира стало единоборство самбо.
Всего состоялись 11 поединков, в итоге сборная России победила сборную мира со счётом 6:5. В главном бою вечера бразилец Леонарду Силва ди Оливейра единогласным решением судей победил россиянина Артура Астахова.
| Категория                    |                            |      |                          | Способ                                 | Раунд | Время |
| Полутяжёлый вес              | Леонарду Силва ди Оливейра | поб. | Артур Астахов            | Единогласное решение                   | 3     | 5:00  |
| Тяжёлый вес                  | Олег Попов                 | поб. | Жерониму дус Сантус      | Технический нокаут (удары руками)      | 2     | 1:49  |
| Тяжёлый вес                  | Евгений Ерохин             | поб. | Стюарт Остин             | Технический нокаут (удары руками)      | 1     | 2:13  |
| Полутяжёлый вес              | Джоуи Бельтран             | поб. | Дмитрий Тебекин          | Единогласное решение                   | 3     | 5:00  |
| Полулёгкий вес               | Леонарду Лимбергер         | поб. | Борис Фёдоров            | Единогласное решение                   | 3     | 5:00  |
| Промежуточный вес (до 74 кг) | Ренату Гомис Габриел       | поб. | Алексей Махно            | Нокаут (удары руками)                  | 3     | 3:30  |
| Лёгкий вес                   | Эрберт Батиста             | поб. | Георгий Элоян            | Сдача (треугольник)                    | 3     | 3:14  |
| Тяжёлый вес                  | Кирилл Корнилов            | поб. | Фернанду Родригес Жуниор | Нокаут (удары руками)                  | 1     | 3:23  |
| Легчайший вес                | Алексей Ким                | поб. | Эстебан Перейра Родригес | Технический нокаут                     | 1     | 1:48  |
| Средний вес                  | Иван Богданов              | поб. | Ким Дже Ян               | Технический нокаут (удары руками)      | 3     | 3:17  |
| Тяжёлый вес                  | Александр Маслов           | поб. | Коди Ист                 | Технический нокаут (остановлен врачом) | 1     | 1:38  |